# 高音
高音是指對於人們聽力範圍來說频率较高的音调或聲音。在音乐中，人們用高音谱号來标记音調較高的聲音。 高音對應的是低音。女高音、长笛、短笛等發出的聲音都屬於高音，這些聲音的频率範圍為2,048到16,384 Hz (C 7 –C 10 )之間。